# Yancy Butler
Pour les articles homonymes, voir Butler.
Yancy Butler, née le 2 juillet 1970 à Greenwich Village à New York, est une actrice et réalisatrice américaine.

## Biographie
Yancy Victoria Butler est née le 2 juillet 1970 à Greenwich Village, auprès de son père Joe Butler (en), musicien du groupe de rock des années 1960 The Lovin' Spoonful.
Son premier grand rôle est dans la série télévisée Mann & Machine en 1992, dans lequel elle joue un policier androïde. La série a été tournée à Los Angeles dans un futur proche. La série a été co-créée par Dick Wolf. 
Un an plus tard, elle joue dans sa deuxième série, South Beach, également pour Dick Wolf, dans lequel elle joue une escroc qui a conclu une entente avec le gouvernement fédéral.

### Problèmes judiciaires
Le 2 janvier 2003, Yancy Butler a été arrêtée après s'être battue avec son père, Joe Butler, dans la maison de son oncle à Long Island. Elle a été accusée d'outrage pour avoir violé une ordonnance de protection. Elle a suivi un séjour en cure de désintoxication.
Après l'annulation de la série Witchblade, en novembre 2003, Butler a été arrêtée à Delray Beach, en Floride, pour ivresse et condamnée à un programme de traitement de désintoxication.
Le 13 mars 2007, Butler a été accusée de conduite sous l'influence de l'alcool et l'incapacité à conduire sur la voie publique après avoir écrasé une Saab 900 à Sharon, dans le Connecticut. L'actrice a été libérée contre une caution de 500 $ et l'ordre de comparaître devant la Cour supérieure de Bantam le 26 mars 2007,.
Le 28 mars 2007, le juge Richard Marano de Bantam a émis une ordonnance pour une nouvelle arrestation parce qu'elle n'avait pas comparu à deux reprises à des dates fixées au tribunal.
Deux jours avant l'infraction, Butler aurait téléphoné au 911 après une dispute avec son petit ami, Earl Ward, 53 ans ; les officiers qui ont répondu ont dit avoir vu une Butler ivre se plaindre de Ward, qui a refusé de remettre ses clés de voiture. Ward a dit à la police que Butler avait fumé du crack et bu de la liqueur au cours du week-end.
Le 2 février 2007, l'ancien petit ami de Butler a été interpellé à Litchfield sur des accusations découlant d'une plainte de harcèlement déposée par l'actrice. Le 27 septembre 2007, l'ex-petit ami n'a pas contesté devant la Cour supérieure de Bantam le chef d'accusation de trouble à l'ordre public et a été condamnée à payer une amende de 50 $.

## Filmographie

### Cinéma
- 1979 : Savage Weekend de David Paulsen : une petite fille
- 1993 : La Loi du professionnel (The Hit List) de William Webb : Jordan Henning
- 1993 : Chasse à l'homme (Hard Target) de John Woo : Natasha Binder
- 1994 : Annie's Garden : Lisa
- 1994 : Drop Zone de John Badham : Jessie Crossman
- 1995 : Danse avec moi (Let It Be Me) d'Eleanor Bergstein : Corinne
- 1996 : Des flics aux trousses (Fast Money) d'Alex Wright : Francesca
- 1997 : The Ex de Mark L. Lester : Deidre Kenyon
- 1997 : Ravager de James D. Deck : Avedon Hammond
- 1997 : Annie's Garden de Anthony Barnao : Lisa Miller
- 1998 : The Treat de Jonathan Gems : Wendy
- 1999 : The Witness Files de Douglas Jackson : Sandy Dickinson
- 1999 : 72 heures pour mourir (Doomsday Man) de William R. Greenblatt : Kate
- 2004 : The Last Letter de Russell Gannon : Ms. Toney / Alicia Cromwell
- 2006 : Striking Range de Daniel Millican : Emily Johanson
- 2008 : Vote and Die: Liszt for President de Mark Mitchell : Ann Barklely
- 2010 : Kick-Ass de Matthew Vaughn : Angie D'Amico
- 2012 : Shark Week de Christopher Ray : Elena
- 2012 : Hansel and Gretel Get Baked de Duane Journey : Officer Hart
- 2013 : Kick-Ass 2 de Jeff Wadlow : Angie D'Amico
- 2017 : La Course à la mort de l'an 2050 (Roger Corman's Death Race 2050) : Alexis Hamilton

### Télévision

#### Téléfilm
- 2000 : D'étranges voisins (The New Adventures of Spin and Marty: Suspect Behavior) de Rusty Cundieff : Veronica
- 2000 : Witchblade de Ralph Hemecker : Détective Sara Pezzini
- 2000 : Thin Air de Robert Mandel : Lisa St. Claire
- 2006 : Double visage (Double Cross) de George Erschbamer : Kathy Swanson
- 2006 : Basilisk, monstre du désert (Basilisk: The Serpent King) de Stephen Furst : Hannah
- 2009 : Les Immortels de la nuit (Wolvesbayne) de Griff Furst : Lilith
- 2010 : Lake Placid 3 de Griff Furst : Reba
- 2011 : Rage of the Yeti de David Hewlett : Villers
- 2012 : Lake Placid: Final Chapter de Don Michael Paul : Reba

2015 : Lake Placid Vs Anacondas.

#### Série télévisée
- 1991 : New York, police judiciaire (Law & Order) : Beverly Kern (saison 2, épisode 6)
- 1992 : Grapevine (en) : Karen (saison 1, épisode 4)
- 1992 : Mann & Machine : Sergent Eve Edison (9 épisodes)
- 1993 : South Beach : Kate Patrick (7 épisodes)
- 1997 : New York Police Blues (NYPD Blue) : Lucinda 'Lucy' Hastings (saison 4, épisode 18)
- 1997 : Expériences interdites (Perversions of Science) : Lisa Gerou (saison 1, épisode 5)
- 1997 : Brooklyn South : Officier Anne-Marie Kersey (21 épisodes)
- 1998 : La Famille Delajungle (The Wild Thornberrys) : une touriste (saison 1, épisode 9)
- 2000 : New York 911 (Third Watch) : Treva (2 épisodes)
- 2001-2002 : Witchblade : Détective Sara Pezzini (23 épisodes)
- 2003 : The Lyon's Den (en) : Sandra Previn (saison 1, épisode 6)
- 2007 : As the World Turns : Ava Jenkins (13 épisodes)
- 2011 : Mentalist : Aunt Jodie (saison 3, épisode 14)

## Distinctions
- Saturn Award de la meilleure actrice principale pour une série en 2001 pour Witchblade.